# Kościół Najświętszej Maryi Panny Wniebowziętej w Zbąszyniu

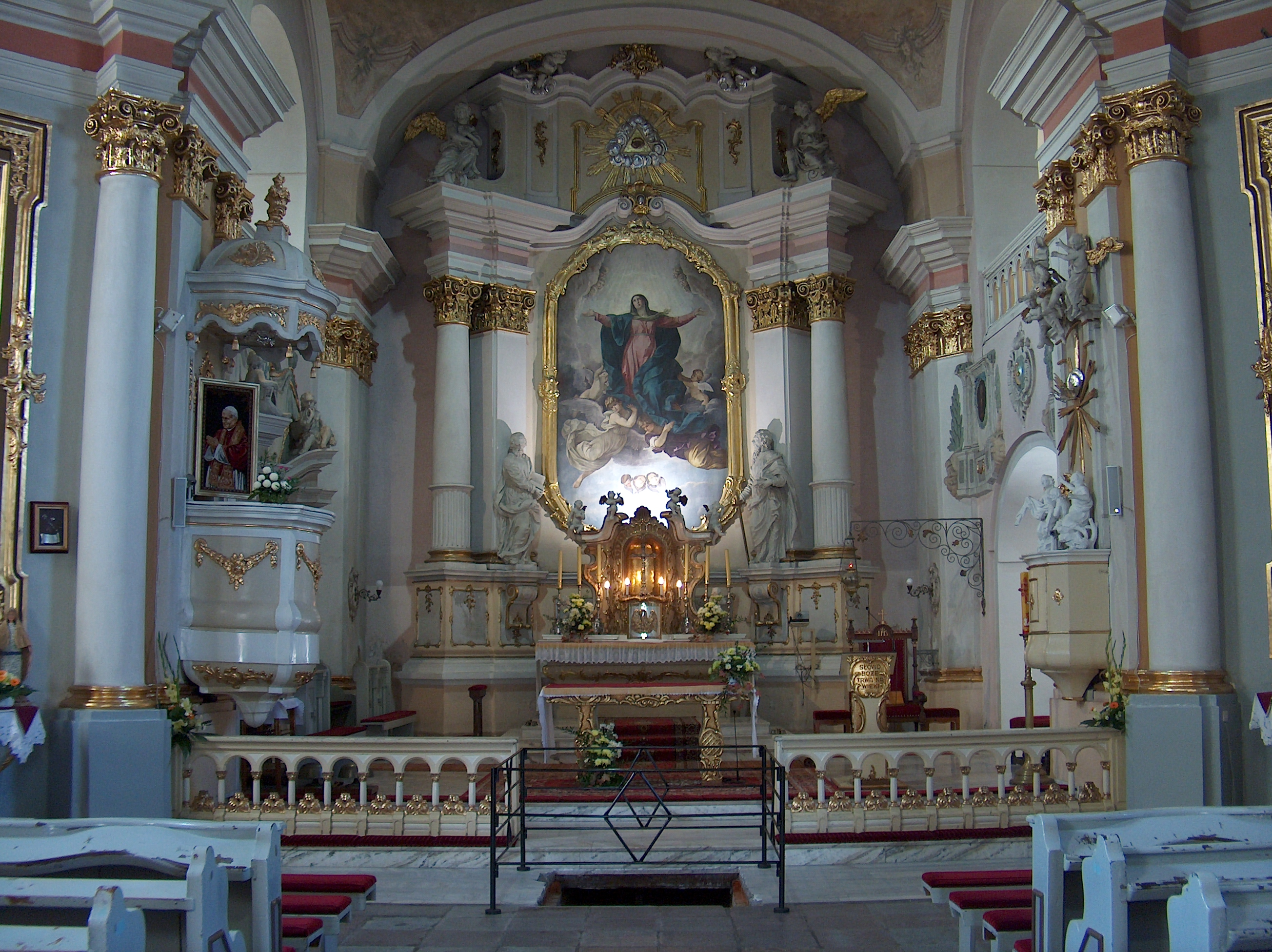
Wnętrze kościoła

Kościół Najświętszej Maryi Panny Wniebowziętej w Zbąszyniu – rzymskokatolicki kościół parafialny w mieście Zbąszyń. Mieści się przy ulicy Senatorskiej.
Jest to budowla późnobarokowa zbudowana w latach 1779–1796 według projektu Karola Marcina Frantza na wzór kościoła św. Stanisława Biskupa w Rydzynie, restaurowana po pożarze 1850, z tego czasu wieże. Wyposażenie wnętrza pochodzi z XVIII stulecia. Pod chórem organowym nagrobki Stefana Garczyńskiego (zmarłego 1755) i jego żony Zofii (zmarłej 1739), z wizerunkami zmarłych. Nad wejściem do zakrystii wizerunki z 1799 Edwarda Garczyńskiego i jego żony Katarzyny z Radolińskich, naprzeciwko wizerunki prawdopodobnie jego brata Stefana i żony.
W bocznym ołtarzu obraz Matki Bożej Różańcowej z XVII stulecia z warsztatu wielkopolskiego. Dopiero w drugiej połowie XVIII wieku, po wybudowaniu obecnej świątyni, dostosowano jego wymiary do ram ołtarzowych. Wówczas domalowano medaliony ze scenami 15 tajemnic różańca. Aktualnie kościół stanowi lokalne sanktuarium maryjne.